# Новоозерне (селище)
Новоозе́рне (рос. Новоозёрное, крим. Novoozerne) — селище в Україні, у складі Євпаторійського району Автономної Республіки Крим.

## Географія
Знаходиться в центральній частині узбережжя північно-західного Криму, на південному березі оз. Донузлав, за 78 км. від Сімферополя, і за 28 км. від найближчої залізничної станції в м. Євпаторія.
За 15 км від Новоозерного є тимчасово непрацюючий аеропорт військової і цивільної авіації. Автостанція забезпечує щоденний зв'язок з містами Севастополь, Євпаторія, Саки.
В період курортного сезону вводяться додаткові рейси автотранспорту.
Поверхня — невисоке степове узгір'я, схили яких, повернені до живописних пляжів на берегах бухти.

## Історія
Територія селища була заселена ще в бронзову добу, про що свідчать археологічні розкопки. Надалі історія цієї місцевості тісно пов'язана з сусідніми містам-полісам античності: Керкинітідою (Євпаторія) і Калос Ліменом (Чорноморське), які входили в систему військово-економічної діяльності Херсонеса (Севастополь).
Сучасна історія території селища пов'язана із створенням в 60 — 80-і рр. XX в. на південному березі судноплавної частини Донузлавської бухти військово-морської бази — другої за значенням після севастопольської військово-морської бази. Перший житловий будинок був побудований в кінці 1971 р.
У 1972 р. селищу надано його теперішню назву.
У лютому 1980 р. була утворена селищна рада народних депутатів.
На початку 80-х рр. створена широка мережа установ торгівлі і побуту, під яку зайняті 7 тис. м² корисної площі. Побудовані і введені в експлуатацію корпуси філіалу Севастопольського радіозаводу ім. Колмакова. На початку 90-х рр. у Новоозерному базуються з'єднання десантних, протичовнових, розвідувальних кораблів, допоміжної суден.
У 1995-96 рр. за рішенням і домовленості глав держав колишнього СРСР на території Донузлавського гарнізону і селища Новоозерного створюється штаб і частини Південного морського району ВМС України.
У серпні 1997 році селище відвідав Президент України Леонід Кучма. Незабаром на території порту і селища пройшла початкова фаза перших в історії України міжнародних морських навчань «Морський Бриз-97» за участю кораблів і суден Болгарії, Грузії, Румунії, Туреччини і США.
У 1998 р. Новоозерне відвідали з дружнім візитом екіпажі і курсанти двох навчальних кораблів ВМС Туреччини.

## Населення
За даними перепису населення 2001 року, у селищі мешкало 6108 осіб. Мовний склад населення села був таким:
| Мова              | Число ос. | Відсоток |
| ----------------- | --------- | -------- |
| українська        | 1099      | 17,99    |
| російська         | 4947      | 80,99    |
| кримськотатарська | 19        | 0,31     |
| білоруська        | 13        | 0,21     |
| вірменська        | 7         | 0,11     |
| молдавська        | 4         | 0,07     |
| угорська          | 1         | 0,02     |

## Природні ресурси

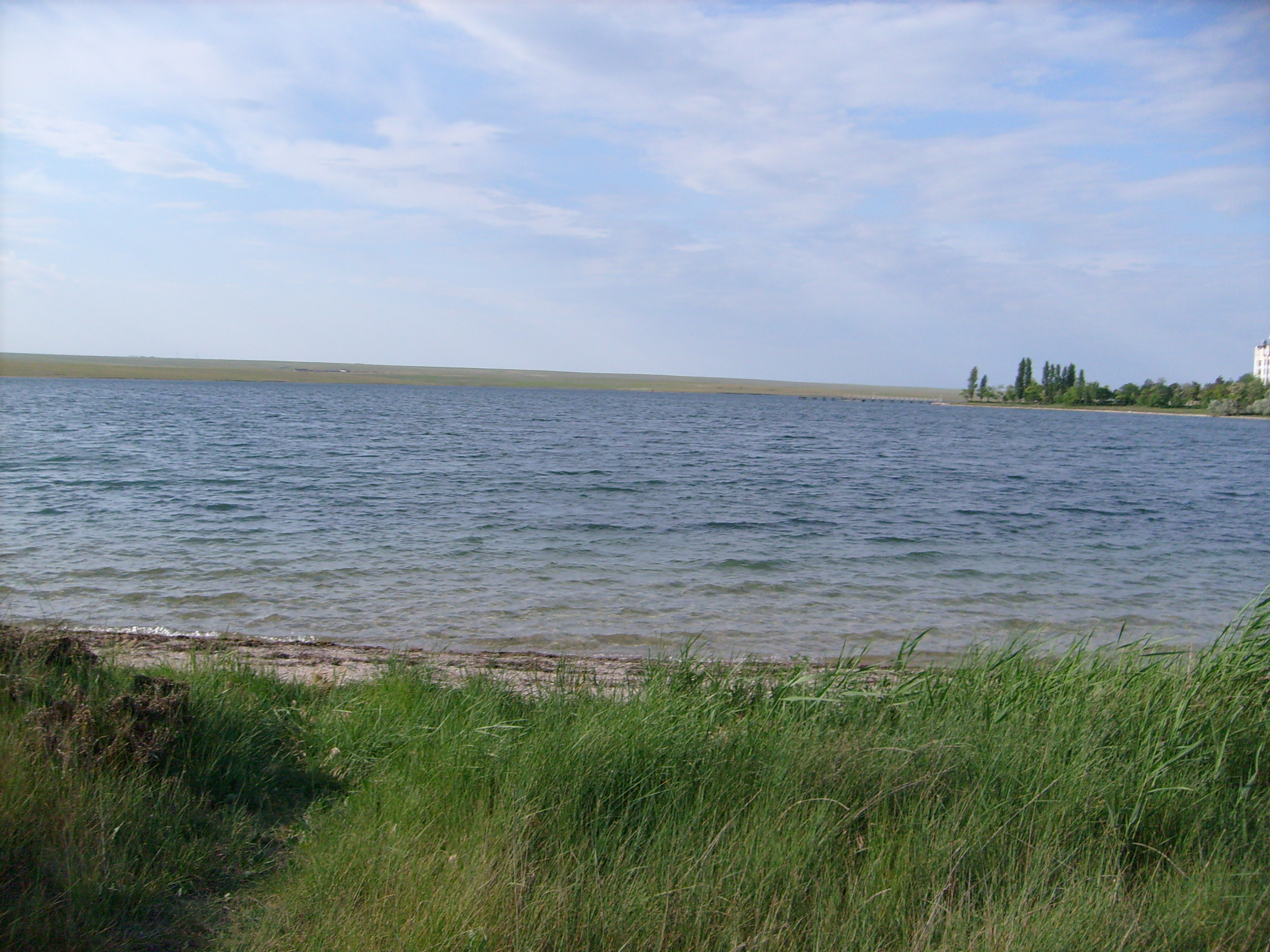
Затока Донузлав

Головним багатством сучасного Новоозерного є винятково сприятливе екологічне положення в регіоні. Чисте повітря, степ з великою кількістю лікарських рослин і унікальний, придатний для лікування багатьох хвороб, склад води, — яка являє собою суміш цілющої ропи з лиману, морської і джерельної; все це притягає в селище тисячі курортників. На довколишній території є поклади глини і вапняку, з дна озера здобувається пісок. До розряду унікальних — відноситься перша в країні вітроелектростанції (Донузлавська ВЕС), утворена в 90-і рр. за сумісним договором між США і Україною. У регіоні є всі умови для розвитку промислового морського і озерного риболовецького господарства, крупного і дрібного тваринництва, вівчарства із створенням переробних підприємств в промисловій зоні селищ Новоозерного і Мирного, а також розвитку санаторно-курортного лікування і відпочинку, розвитку інфраструктури для бази міжнародного вітрильного спорту.
До розряду унікальних — у області харчової промисловості, відноситься також розведення і здобич на акваторії озера мідій — корисного делікатесного продукту.

## Соціальна сфера

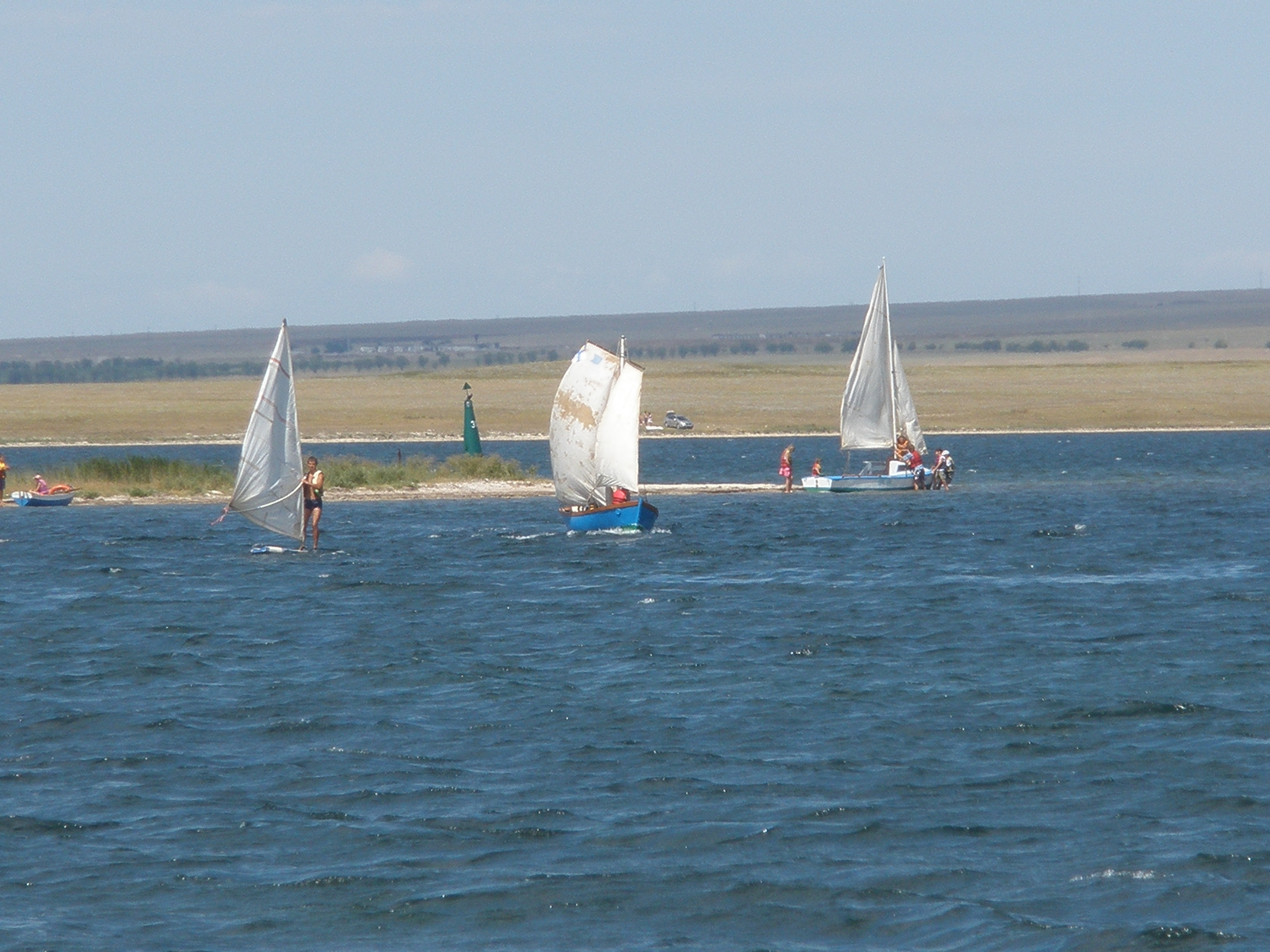
Вітрильний спорт в Новоозерному

У селищі функціонують 1 загальноосвітня школа; 2 поліклініки, військово-морський шпиталь, декілька аптек; Будинок офіцерів, Матроський клуб, декілька бібліотек, школа мистецтв, народний музей; спортзал, футбольні, баскетбольні і волейбольні майданчики, яхт-клуб, філіал Євпаторійського шахового клубу, гуртки судо- і авіамоделювання; готель, відділення ощадного банку; зони відпочинку: Приморський парк, пляжі.
Найкращі місцеві, республіканські і закордонні художні колективи виступають на традиційному фестивалі «Пісні моря», приуроченому до дня Флоту.
Діє православна церква Андрія Первозванного.

## Пам'ятники та архітектура
У плануванні і композиції будинків, вулиць і скверів Новоозерне є пам'яткою архітектури другої половини ХХ ст. Всі його вулиці і проспект складаються з 5-поверхових будівель.
Велично і оригінально оформлені фасади будівель управління Південно-морського району, госпіталю, Будинку офіцерів. Всі ці споруди виконані як єдиний архітектурний ансамбль.
У селищі встановлені: меморіальний комплекс, бюсти Героїв Радянського Союзу: М. Сипягина, І. Голубця, Д. Глухова.

## Персоналії
У Новоозерному служили й одержали найвищі військові звання адмірали флотів СРСР, Росії, України: Ю. Крилов, Ф. Кантур, І. Махонін, Р. Веріч, А. Лойко, А. Манченко, перший командувач ВМС України, депутат ВР України Б.Кожин.

## Міста-побратими
- Докучаєвськ, Донецька область (з 16 липня 2011 року)